# ジャクリーン・A・スミス
ジャクリーン・A・スミス（Jaclyn A. Smith）は、カナダの女優。

## 出演作品
- アメリカン・パイ in ハレンチ・マラソン大会